# Football Leaks
Football Leaks (FL) ist eine Enthüllungsplattform in Form einer Website, die Leaks im Bereich des Profifußballs veröffentlicht. Die Betreiber der Seite sind unbekannte Whistleblower aus Portugal um deren Sprecher Rui Pinto, der in Interviews bis zu seiner Enttarnung im Januar 2019 als „John“ in Erscheinung trat. Als Motiv gibt dieser an, „den Fans zu offenbaren, zu welchem hochkorrupten System sich der Spitzenfußball entwickelt habe“. Football Leaks wird als Fußballversion von WikiLeaks bezeichnet.
Anfang 2016 erhielt der Spiegel-Reporter Rafael Buschmann Zugang zu 18,6 Millionen Dokumenten (1,9 Terabyte) des Football-Leaks-Datenmaterials. Bis 2. November 2018 waren ihm über 70 Millionen Dokumente übergeben worden (3,4 Terabyte). Buschmann teilte die Daten mit dem NDR und mindestens 80 Journalisten aus ganz Europa. Diese sind – bis auf den NDR – im Recherchenetzwerk European Investigative Collaboration (EIC) vereint.
Folgende Medien sind Teil des EIC und veröffentlichen die Enthüllungen: El Mundo (Spanien), L’Espresso (Italien), Expresso (Portugal), Falter (Österreich), Le Soir und De Standaard (beide Belgien), Mediapart und Premières Lignes (beide Frankreich), Der Spiegel (Deutschland), NRC Handelsblad (Niederlande), Politiken (Dänemark), Sunday Times und Reuters (beide Vereinigtes Königreich), Newsweek Srbija (Serbien), CRJI/The Black Sea (Rumänien), Nacional (Kroatien), Verdens Gang (Norwegen) sowie Tamedia und Das Magazin (beide Schweiz).

## Geschichte
Die Plattform wurde im September 2015 von anonymen Whistleblowern aus Portugal gegründet. Motiviert waren diese durch die aus ihrer Sicht fragwürdigen Spielerwechsel in Portugal im Sommer 2015.
Nachdem einzelne Veröffentlichungen auf der Internetplattform LiveJournal publiziert worden waren, wurden diese nach Angaben von Football Leaks zensiert, woraufhin eine eigene Website erstellt wurde, die am 30. November 2015 in Betrieb genommen wurde und in Russland gehostet wird.
Der erste Eintrag wurde in portugiesischer Sprache verfasst, seit Dezember 2015 sind die Veröffentlichungen überwiegend auf Englisch.
Nachdem bis zum 26. April 2016 regelmäßig, beinahe täglich, Originalverträge, Transfersummen und Gehälter veröffentlicht wurden, verkündeten die Betreiber am selben Tag, vorerst keine Dokumente mehr zu veröffentlichen. Als Gründe wurden technische sowie finanzielle Probleme genannt und bereits zu diesem Zeitpunkt sprachen die Betreiber vom „größten Datenleck der Sportgeschichte“. Es wurde jedoch mitgeteilt, demnächst wieder aktiv zu werden.
Die Betreiber entschieden sich in der Folge, ihre Enthüllungen in Zukunft öffentlichkeitswirksamer zu präsentieren. Es wurden Kooperationen mit europäischen Medien geschlossen, die Leaks nunmehr zur Einsicht erhalten. Hauptpartner hierbei ist Der Spiegel, der die Dokumente für echt befand.
Am 3. Dezember 2016 verkündete Football Leaks offiziell sein Comeback, bereits einen Tag zuvor wurden von europäischen Medien erste Leaks veröffentlicht.
Seit dem 2. November 2018 werden weitere Rechercheergebnisse von verschiedenen europäischen Medienunternehmen veröffentlicht. Die ersten Veröffentlichungen behandeln die Gründung bzw. Planung der European Super League von mehreren europäischen Vereinen sowie der Unterstützung seitens Gianni Infantino für Paris Saint-Germain und Manchester City, obwohl sie der Financial-Fairplay-Regelung widersprachen.
Im Januar 2019 wurde die Identität von „John“ aufgedeckt: Der damals 30-jährige Portugiese Rui Pinto wurde im ungarischen Budapest von der Polizei verhaftet und saß zwei Tage in Untersuchungshaft. Ihm wurde Hausarrest auferlegt. Zudem musste Pinto eine elektronische Fußfessel tragen. Im März 2019 wurde er dann in sein Heimatland Portugal ausgeliefert, zuvor hatten die französischen Behörden weitere Daten kopiert. Bis zum April 2020 war er in Portugal in Untersuchungshaft, danach wurde er in einen Hausarrest überführt, nachdem er sich zur Zusammenarbeit mit der Justiz entschlossen hatte. Er wurde in ein Zeugenschutzprogramm aufgenommen.

## Quelle und Strafverfolgung
Es ist unbekannt, wie die Whistleblower Zugang zu den Dokumenten erhalten. Bereits nach der ersten Veröffentlichung der Aktivisten, die den maltesischen Sportrechtevermarkter Doyen Sports belasteten, wurden Ermittlungen gegen das Portal wegen Erpressung eingeleitet. Ebenso warf Doyen Sports dem Portal vor, die Dokumente durch den Einsatz von Crackern erhalten zu haben. Dies bestreiten die Enthüller, geben jedoch zu, „mehrere Gesetze über geistiges Eigentum verletzt zu haben“, was jedoch „die einzige Form wäre, der Welt ein bisschen von dem zu zeigen, was den Fußball zur Zeit tötet“.
Im Rahmen der Veröffentlichungswelle seit dem 2. Dezember 2016 wurde bekannt, dass der Generaldirektor von Real Madrid, Julio Senn, mutmaßlich einem Hackerangriff zum Opfer fiel, der laut eines spanischen Richters im Zusammenhang mit den Publikationen von Football Leaks stehen könnte.
Am 16. Januar 2019 wurde in der ungarischen Hauptstadt Budapest der 30-jährige Portugiese Rui Pinto („John“) aufgrund eines europäischen Haftbefehls festgenommen. Die Strafverfolgungsbehörden seines Heimatlandes werfen ihm versuchte Erpressung und mögliche illegale Datenbeschaffung vor und haben seine Auslieferung beantragt. Seine drei Anwälte, darunter William Bourdon, der in der Vergangenheit auch Edward Snowden sowie die prominenten Banken-Whistleblower Hervé Falciani und Antoine Deltour vertreten hatte, verwiesen darauf, dass ihr Mandant in der Vergangenheit mehrfach bedroht wurde und dass „zahlreiche Agenturen aus der Welt des Fußballs angesetzt worden [seien], um ihn um jeden Preis mundtot zu machen.“ Im Übrigen stehe er als Whistleblower unter besonderem gesetzlichen Schutz. Sie beabsichtigten, gegen eine geplante Überstellung nach Portugal rechtliche Schritte zu unternehmen.

## Inhalt
Hauptsächlich werden sensible Dokumente mit Bezug zu spanischen oder portugiesischen Profiklubs veröffentlicht. Dabei sind sowohl kleinere Vereine, als auch Spitzenklubs betroffen. Besondere Aufmerksamkeit erregten Leaks von hochdotierten Verträgen zwischen Real Madrid und seinen Spielern. So wurden unter anderem die Vertragsdokumente von James Rodríguez und Luka Modrić veröffentlicht.
Werden vertrauliche Dokumente über Spieler oder Vereine publiziert, die nicht in Portugal oder Spanien spielen, haben diese aktuell in der Regel dort vorher gespielt, wie bspw. im Falle der Veröffentlichungen der Transfervereinbarung bezüglich Sergio Agüero zwischen Manchester City und Atlético Madrid oder die Spieler selbst oder ihre Berater stammen aus einem der beiden Länder, so wie im Falle von Juan Mata. Es ist daher naheliegend, ein eventuelles Datenleck bei spanischen oder portugiesischen Vereinen oder Beratern zu vermuten. Der Vermarkter Doyen Sports, der als erstes Veröffentlichungen von sensiblen Dokumenten durch Football Leaks hinnehmen musste, berät überwiegend ebenfalls portugiesische und spanische Spieler und Trainer.
Es gibt jedoch auch vereinzelt Leaks, die – zumindest oberflächlich – keinen Bezug zu den oben genannten Indikatoren haben. Der Niederländer Memphis Depay z. B. spielte weder in Spanien oder Portugal und hat einen niederländischen Berater. Dennoch leakte Football Leaks sowohl seinen Vertrag bei Manchester United, als auch die Transfervereinbarung zwischen United und der PSV Eindhoven.
Es gab nur sehr wenige Leaks, die deutsche Vereine oder Spieler betreffen. Die vorhandenen stammen allesamt aus Unterlagen von spanischen Vereinen. So veröffentlichte Football Leaks Transfervereinbarungen zwischen Real Madrid und dem FC Bayern München bezüglich der Spieler Toni Kroos und Xabi Alonso. Dokumente zu Transfers innerhalb der Bundesliga wurden bisher nicht veröffentlicht.

## Leaks

### Verträge zwischen FC Twente Enschede und Doyen Sports
Erstmals trat Football Leaks in Erscheinung, als die Aktivisten im Oktober 2015 auf der Website LiveJournal Verträge zwischen dem niederländischen Erstligisten FC Twente Enschede und dessen Investor, dem Sportrechtevermarkter Doyen Sports, veröffentlichte. Durch die Bekanntmachung kam zum Vorschein, dass FC Twente Enschede gegen Vorschriften für die Zusammenarbeit mit Investoren verstieß und daher vom Niederländischen Fußballverband KNVB zu einer Geldstrafe von 42.500 Euro verurteilt wurde sowie ein dreijähriges Europapokal-Verbot gegen den Verein ausgesprochen wurde.

### Transfervereinbarungen zwischen europäischen Topklubs
Für große Aufmerksamkeit sorgte Football Leaks bis April 2016 mit regelmäßig veröffentlichten Transfervereinbarungen („Transfer Agreements“) mitsamt der Transfersumme. Der bekannteste Leak enthielt Transferdokumente von Tottenham Hotspur und Real Madrid über Gareth Bale, die zeigen, dass die Madrilenen insgesamt 100.759.418 Euro an die Londoner überwiesen, und nicht 91.590.000 Euro, wie Real-Präsident Florentino Pérez kurz nach dem Transfer verkündete.
Damit war der Transfer zwischenzeitlich der teuerste aller Zeiten.
Als Motiv der unkorrekten Angabe der Transfersumme wird vermutet, dass die Verantwortlichen von Real Madrid verhindern wollten, dass der 2009 getätigte Transfer von Cristiano Ronaldo, der ebenfalls von Real gekauft wurde, als Rekordtransfer in den Statistiken abgelöst wird. Da sich Real Madrid nicht zu der Veröffentlichung äußerte, bleibt die definitive Ablösesumme in der Szene jedoch weiterhin umstritten.

### Erste Veröffentlichungswelle (ab Dezember 2016)
Am 2. Dezember 2016 veröffentlichten die beteiligten europäischen Medien erste Teile eines Leaks, der nach Angaben des deutschen Nachrichtenmagazins Der Spiegel den „größten Leak in der Geschichte des Sports“ darstellt.
Enthalten sind demnach 18,6 Millionen Dokumente, darunter Originalverträge mit geheimen Nebenabsprachen.
Nach den ersten Veröffentlichungen wurde der spanischen Zeitung El Mundo von einem Richter eine einstweilige Verfügung zugestellt, die weitere Veröffentlichungen untersagen soll, woran sich das Blatt jedoch nicht halten will.
Die geleakten Dokumente legen unter anderem ein zwielichtiges Verhalten bei der Steuerabführung von diversen Spitzenfußballern und Trainern, die hauptsächlich bei Real Madrid unter Vertrag stehen oder standen, offen. Über den deutschen Nationalspieler Mesut Özil wurde bekannt, dass von diesem seitens der spanischen Steuerbehörde eine Steuernachzahlung in Höhe von 2.017.152 Euro verlangt wurde sowie eine Strafzahlung von 789.963 Euro gegen Özil verhängt wurde, gegen die Özil juristisch vorging.
Informationen über den mehrfachen Weltfußballer Cristiano Ronaldo besagen, dass dieser, um Steuern zu sparen, bis 2014 eine Briefkastengesellschaft nutzte, in die seine Werbeeinnahmen flossen. Des Weiteren verkaufte Ronaldo seine Werberechte bis 2020 an zwei weitere, von ihm selbst gegründete Briefkastenfirmen auf den Britischen Jungferninseln. Die Einnahmen aus diesem Verkauf in Höhe von knapp 75 Millionen Euro wurden auf Ronaldos Konto bei einer Privatbank in der Schweiz überwiesen. Ronaldos Verhalten war strafrechtlich nicht relevant, da die Firmen dank einer zu diesem Zeitpunkt geltenden Sonderregelung des spanischen Steuerrechts legal waren. Ein ähnliches Vorgehen wurde auch über José Mourinho bekannt, gegen den jedoch im Gegensatz zu Ronaldo eine Strafzahlung in Höhe von mehreren Millionen Euro verhängt wurde.
Wegen zweifelhafter Steuerpraktiken, die durch Football Leaks veröffentlicht wurden, erhob die Madrider Staatsanwaltschaft am 7. Dezember 2016 des Weiteren Anklage gegen die ehemaligen Real-Spieler Fábio Coentrão, Ricardo Carvalho, Xabi Alonso und Ángel Di María sowie gegen den ehemaligen Atlético-Spieler Falcao.
Die Staatsanwaltschaft Madrid erhob am 13. Juni 2017 Anklage gegen Ronaldo und wirft ihm vor, im Zeitraum von 2011 bis 2014 Steuern in Höhe von 14,7 Millionen Euro hinterzogen zu haben. Der Vorwurf der Staatsanwaltschaft lautet, wie durch die geleakten Dokumente bereits vermutet, dass das Firmengeflecht von Ronaldo in Irland und den British Virgin Islands dazu benutzt wurde, seine Werbegelder vor dem Finanzamt zu verschleiern. Ronaldos Management streitet die Vorwürfe ab und kündigte die Veröffentlichung von Dokumenten an, welche beweisen sollen, dass keine Struktur zur Steuerhinterziehung aufgebaut worden sei. Es habe keine Betrugs- und Verschleierungsabsicht gegeben. Das Firmengeflecht bestünde bereits seit Ronaldos Zeit bei Manchester United. Die Geschäfte seien den britischen und spanischen Behörden bekannt gewesen. Unterdessen sind Zweifel an der Stellungnahme der Anwälte aufgekommen. So sind wiederum Dokumente aufgetaucht, die beweisen sollen, dass die der Staatsanwaltschaft vorgelegten Unterlagen, bewusst zurückdatiert wurden, um eine mögliche Unschuld Ronaldos zu beweisen. Nach Beendigung des Confederations Cup 2017 sollte er am 31. Juli 2017[veraltet] das erste Mal vor Gericht aussagen. Im gleichen Zeitraum wurde bekannt, dass José Mourinho von der Staatsanwaltschaft Madrid ebenfalls nun doch mit dem Vorwurf der Steuerhinterziehung angeklagt wird.
Es wurden auch bisher zurückgehaltene Vertragsdokumente veröffentlicht. Ein Detail im Vertrag zwischen dem FC Liverpool und Mario Balotelli, welcher 2014 geschlossen wurde, besagt, dass Balotelli 1 Million Pfund Sterling Prämie erhält, wenn sein „Benehmen dem entspricht, wie es eines Liverpool-Spielers würdig ist“.
Der Vertrag zwischen Ezequiel Lavezzi und dem chinesischen Klub Hebei China Fortune garantiert Lavezzi für die Laufzeit von 23 Monaten 56,7 Millionen US-Dollar Gehalt.
Des Weiteren wurden Verträge weiterer Spitzenspieler veröffentlicht, wie jene von Kevin De Bruyne oder Eden Hazard.

### Zweite Veröffentlichungswelle (seit November 2018)
Das deutsche Nachrichtenmagazin Der Spiegel, der Norddeutsche Rundfunk sowie die Schweizer Tamedia veröffentlichen seit dem 2. November 2018 im deutschsprachigen Raum die Rechercheergebnisse der European Investigative Collaboration (EIC) zu den Football Leaks. Der Datenbestand solle rund 3,4 Terabyte und über 70 Millionen Dateien umfassen. Bei den ersten Veröffentlichungen geht es um die Gründung bzw. Planung einer European Super League (ESL) von 15 europäischen Profi-Vereinen (u. a. FC Bayern München, Real Madrid, FC Barcelona, Manchester United, Arsenal FC, Juventus Turin und AC Milan), die aus wirtschaftlichen Gründen eine Abspaltung von dem europäischen Fußballverband UEFA plane und dass es zu Unregelmäßigkeiten im Rahmen des Financial Fairplay bei Paris Saint-Germain und Manchester City gekommen sei. Die European Super League soll nach Plänen der beteiligten Vereine privat organisiert und vermarktet werden. Medien wollen in den nächsten Wochen weitere Informationen zum Umgang mit minderjährigen Fußballern in Entwicklungsländern veröffentlichen, den fragwürdigen Umgang mit dem positiven Dopingtest eines Weltstars offenlegen und über die Steuervermeidungspraxis in der Premier League berichten.
Vorwürfe richteten sich insbesondere auch auf die Person Gianni Infantino, momentaner Präsident der FIFA. Als damaliger Generalsekretär der UEFA habe er den Fußballvereinen Paris Saint-Germain und Manchester City zu milderen Strafen aufgrund des Financial Fairplay verholfen. Er habe in Gesprächen sogenannte „Settlement Agreements“ mit den Clubs ausgehandelt und dabei vertrauliche Details aus der Untersuchung weitergegeben und Kompromisse vorgeschlagen – wozu er nicht befugt gewesen sei. So hieß es in einem Schreiben an Khaldoon Khalifa Al Mubarak, dem Vorsitzenden von Man City: „Du wirst sehen, dass ich manchmal einen Ausdruck gewählt habe, der etwas ‚strenger‘ aussieht. […] Bitte lies das Dokument in genau diesem Geist.“ Die UEFA kündigte daraufhin Untersuchungen an. Infantino soll zudem Einfluss auf den Ethikcode der UEFA genommen haben, indem er auf einen Entwurf von Vassilios Skouris – Vorsitzender der rechtsprechenden FIFA-Ethikkammer – diesen mit mehreren Hinweisen geantwortet habe. Dabei sollten Voruntersuchungen gegen Funktionäre nur auf Weisung der Vorsitzenden Person der Ermittlungskammer durchgeführt werden können. Der entsprechende Passus wurde im neuen Ethikcode geändert, zuvor konnte das Sekretariat der Untersuchungskammer selbst Voruntersuchungen initiieren.

## Dokumentation
- Birgit Wärnke, Nino Seidel, Han-Ul Park, Katrin Kampling, Hendrik Maaßen: Football Leaks – Von Gier, Lügen und geheimen Deals. NDR 2018, 60 min.